# أخبار الأدب (جريدة)
جريدة أخبار الأدب صدرت عام 1993 عن دار أخبار اليوم في القاهرة كدورية ثقافية أسبوعية. تتناول الصحيفة أخبار الأوساط الأدبية والفنية، وتستعرض الإصدارات العربية والعالمية الحديثة، وتغطي الفعاليات الثقافية، والقضايا الفكرية المتداولة.
تستكتب الجريدة أبرز الأسماء الأدبية في العالم العربي مثل سعدي يوسف، ومحمد عفيفي مطر، وخيري شلبي، ومحمد البساطي، وأحمد عبدالمعطي حجازي، وعبد العزيز المقالح، ومحمد إبراهيم أبو سنة، والسماح عبد الله وفاروق شوشة، وبهاء طاهر.
صدرت الجريدة في سنوات نشاطها الأولى أيام الأربعاء، وتصدر حاليًّا أيام الأحد.

## هيئة التحرير
- رئيس التحرير: طارق الطاهر
- نائب رئيس التحرير: ياسر عبد الحافظ
- رئيس مجلس الإدارة: ياسر رزق
- مدير التحرير: محمد شعير وإسلام الشيخ[4]

### أشخاص شغروا مناصب في هيئة التحرير في سنوات سابقة
- رئيس التحرير جمال الغيطاني (1993-2011)[5]، ماجد عفيفي
- رئيس مجلس الإدارة: إبراهيم سعدة، محمد عهدي فضلي، محمد بركات (يوليو 2005-)
- مدير التحرير: طارق الطاهر
- نائبا رئيس التحرير: محمد شعير

### كتاب وصحفيون
- حسن عبد الموجود
- منصورة عز الدين
- أحمد ناجي[ ؟ ]
- أسامة فاروق
- نائل الطوخي
- ميرفت عمارة
- منى نور

## وصلات خارجية
- موقع جريدة أخبار الأدب على الإنترنت